# (1515) Perrotin
(1515) Perrotin ist ein Asteroid des Hauptgürtels, der am 15. November 1936 von dem französischen Astronomen André Patry in Nizza entdeckt wurde.
Benannt ist der Asteroid nach dem französischen Astronomen Henri Joseph Perrotin.